# Plaza de toros Colón de Querétaro
Coso taurino mexicano que se ubicaba en Querétaro, Qro., en la actual avenida Ignacio Zaragoza, entre la calle Colón e Ignacio Allende sur.

## Historia
Fue construida durante el Porfiriato en el marco de las disposiciones para conmemorar los cuatrocientos años del descubrimiento de América, tal como se realizaron obras y monumentos en otros estados y en la propia capital del país.
Se eligió como ubicación la antigua calle de la Tauromaquia, hoy avenida Ignacio Zaragoza. A la plaza de toros la llamarían Colón, al igual que a la calle del Rastro, donde se construyó también un monumento al descubridor de América. Así se integrarían las tres construcciones en un conjunto para señalar la fecha del 12 de octubre, Día de la Raza.
Fue inaugurada el 27 de noviembre de 1898 con la toma de alternativa del torero sevillano Manuel Calleja "Colorín" .
En 1962 el gobernador Manuel González de Cosío ordenó el derrumbe de esta histórica plaza, terminando así con un ruedo que presenció la "época de oro del toreo mexicano".
A la que fuera cronológicamente la quinta plaza de toros en la ciudad, la sucedería en 1963 la actual plaza de toros Santa María.

## Efemérides
El 27 de noviembre de 1898 tomó la alternativa en esta plaza Manuel Calleja "Colorín". Su padrino fue Manuel Díaz Lavi "Habanero". Los astados los puso la ganadería de Galindo.
En 1947 durante la tradicional feria navideña se despide en este coso Paco Gorraez "El Cachorro de Querétaro", alternando con Carlos Arruza y Luis Procuna, con una corrida de La Punta.
El 24 de diciembre de 1948, Manuel Capetillo tomó la alternativa en este redondel. Su padrino fue Luis Procuna. Cortó oreja a su primer toro Juchiteco y fue cornado por Calle Baja, el sexto de la tarde, en el muslo izquierdo. Ambos bureles de la ganadería La Punta.

## Toreros de la plaza Colón de Querétaro
- Luis Castro Sandoval "El Soldado" (Mexicano)
- Carlos Arruza "El Ciclón Mexicano"
- Alberto Balderas "El Torero de México"
- Manuel Calleja "Colorín" (sevillano)
- Manuel Capetillo
- Manuel Díaz Lavi "Habanero" (andaluz)
- Jesús González “Terremotito”
- Francisco Gorraez "El Cachorro de Querétaro"
- Felipe López
- Silverio Pérez "El Faraón de Texcoco"
- Luis Procuna "El Berrendito de San Juan"
- Gregorio Puebla
- Rafael Rodríguez
- Mariano Domínguez
- Jonathan Soria
- Luis Manzano
- Diego Velasco "El torbellino"
- Manolo de la Rosa